# 1987 en sociologie
| Années de la sociologie : 1984 - 1985 - 1986 - 1987 - 1988 - 1989 - 1990    |
| Décennies de la sociologie : 1950 - 1960 - 1970 - 1980 - 1990 - 2000 - 2010 |

Cet article présente les événements de l’année 1987 dans le domaine de la sociologie.

## Publications

### Livres
- Pierre Bourdieu, Choses dites.
- James Coleman et Thomas Hoffer, Public and Private High Schools: The Impact of Communities.
- Paul Gilroy,There Ain't No Black In the Union Jack: The Cultural Politics of Race and Nation
- Hervé Hamon et Patrick Rotman, Génération.
- Sandra G. Harding, Feminism and methodology: social science issues.
- George C. Homans, Certainties and Doubts.
- Robert-Vincent Joule et Jean-Léon Beauvois, Petit traité de manipulation à l'usage des honnêtes gens.
- Scott Lash et John Urry, The End of Organized Capitalism.
- François de Singly, Fortune et infortune de la femme mariée.
- Sandy Stone, The Empire Strikes Back: A Posttranssexual Manifesto.

## Récompenses
- Norbert Elias, Die Gesellschaft der Individuenn premier prix européen d'Amalfi pour la sociologie et les sciences sociales.

## Naissances
- Anna Júlia Donáth, femme politique et sociologue hongroise.
- Kaoutar Harchi, écrivaine et sociologue de la littérature française.
- Mathilde Provansal, sociologue française.

## Décès
- Georges-Hubert de Radkowski, né en 1924,  philosophe, sociologue et anthropologue français d'origine polonaise.
- Lucie Olbrechts-Tyteca, née en 1899, sociologue belge qui a développé le courant de la « Nouvelle Rhétorique ».
- 6 janvier : Raymond Ledrut, né le 1er avril 1919, sociologue et professeur de philosophie français.
- 21 février : Jean Stoetzel, né le 23 avril 1910, sociologue français spécialisé dans la théorie de l'opinion et la psychosociologie de la communication.
- 26 mars : Kazimierz Dobrowolski, né le 20 décembre 1894, ethnologue et sociologue polonais, fondateur des bases de la « méthode intégrale » dans l'enquête sociologique.
- 13 avril : Herbert Blumer, né le 7 mars 1900, sociologue américain jouant un rôle important au sein de la seconde génération de l'École de Chicago.
- 28 juin : Frédéric Bon, né le 30 janvier 1943, chercheur en sciences politiques, politologue et sociologue français.
- 18 juillet : Gilberto Freyre, né le 15 mars 1900, sociologue, anthropologue et écrivain brésilien, père du lusotropicalisme.
- 24 juillet : Eugen Kogon, né le 2 février 1903, journaliste et sociologue allemand, un des intellectuels fondateurs de la République fédérale d'Allemagne.
- 7 décembre : Jane Mouton, née le 15 avril 1930,  théoricienne du management et consultante américaine, célèbre pour avoir développé la Grille managériale avec Robert Blake.

## Autres
- Lancement de la revue Forced Migration Review, publication publiée par le centre d'études sur les réfugiés de l'université d'Oxford.